# Stazione di Bricherasio
La stazione di Bricherasio era una stazione ferroviaria posta sulla linea Ferrovia Pinerolo-Torre Pellice che fungeva altresì da località di diramazione della ferrovia Bricherasio-Barge, a servizio del centro abitato di Bricherasio e dell'adiacente paese di Angrogna.

## Storia
La stazione di Bricherasio entrò in servizio con l'attivazione della ferrovia Pinerolo-Torre Pellice, il 21 dicembre 1882.
Nel 1885, con l'attivazione della ferrovia Bricherasio-Barge, l'impianto divenne stazione di diramazione fino alla soppressione della linea, avvenuta nel 1984.
Nel 1921 il piazzale venne elettrificato in corrente alternata sistema trifase a 3,6 kV insieme alle linee afferenti, esercite con tale sistema fino al 28 maggio 1961, quando le linee circostanti furono convertite per il sistema in corrente continua a 3.000 Volt.
Con il cambio orario del 17 giugno 2012 venne soppresso il trasporto passeggeri sulla tratta Pinerolo-Torre Pellice e da tale data la stazione, come l'intera linea, risulta sospesa al traffico passeggeri e merci.

## Strutture e impianti
All'epoca della chiusura la stazione disponeva di due binari, residuo di un piazzale più complesso che in origine comprendeva uno scalo merci posto sul lato sud rispetto al fabbricato viaggiatori e, in direzione opposta, una sottostazione elettrica raccordata.

## Movimento
Al traffico passeggeri di natura locale che interessava prevalentemente la relazione per Torre Pellice, risultando quello per Busca scarso fin dagli inizi del Novecento, si accompagnò un traffico merci prevalentemente costituito da treni di minerali provenienti da Bagnolo Piemonte e Busca.